# Mathilde Amos
Mathilde Amos, née le 4 octobre 1881 à Petite-Rosselle et morte le 14 janvier 1967 à Paris, est une collectionneuse française d’art moderne.

## Biographie
Mathilde Simon est la fille de Guillaume Simon et de Marie Mathilde Karcher.
En 1902, elle épouse à Petite-Rosselle le docteur en médecine Charles Ernest Amos (1872-1924).
Arrivé à Paris, le docteur se constitue une des plus belles collections privées de peintures impressionnistes.
Le couple est domicilié au no 86 de la rue d'Assas. Son époux meurt en 1924 à l'Hôpital des Diaconesses de Reuilly.
Devenue veuve, elle emménage au no 244 rue de Rivoli où elle tient un salon artistique et littéraire.
En 1952, menacée d'expulsion, elle offre en legs une partie de ses œuvres.
Un incendie se déclare à son domicile dans lequel elle meurt à l'âge de 67 ans. Elle est inhumée au cimetière parisien de Bagneux le 20 janvier 1967.